# Roberto Burioni
Roberto Burioni (* 10. prosince 1962 Pesaro) je italský virolog.
Vystudoval medicínu na Katolické univerzitě Nejsvětějšího Srdce a získal doktorát na Janovské univerzitě. Absolvoval stáž na Scripps Research Institute v Kalifornii. V letech 1999 až 2004 působil na polytechnice v Anconě.
Je profesorem na Università Vita-Salute San Raffaele v Miláně a specializuje se na monoklonální protilátky. Často vystupuje v médiích jako propagátor očkování. Podporoval ministryni zdravotnictví Beatrice Lorenzin v její snaze o zavedení povinné vakcinace nezletilých. V roce 2017 získal Cenu Isaaca Asimova za popularizaci vědy.
Po vypuknutí pandemie covidu-19 v Itálii patřil k zastáncům přísných opatření včetně rychlé izolace nakažených. Časopis Foreign Policy ho označil za italského Anthony Fauciho.
Je ženatý a má jednu dceru.